# Alfred Delanne
Pour les articles homonymes, voir Delanne.
 (octobre 2014).
Si vous disposez d'ouvrages ou d'articles de référence ou si vous connaissez des sites web de qualité traitant du thème abordé ici, merci de compléter l'article en donnant les références utiles à sa vérifiabilité et en les liant à la section « Notes et références ».
Alfred Delanne, né le 15 juin 1844 à Romenay (Saône-et-Loire) et mort le 28 février 1927 à Paris, est un général français.
Il  contribue aux travaux du général Joseph de Miribel qui organise avec le ministre de la Guerre, Charles de Freycinet, la mobilisation, la concentration, les approvisionnements de l'armée en 1888-1890. Il est  chef d’état-major général de l’armée et membre du Conseil supérieur de la guerre en 1900.

## Biographie

### Famille
D'origine suisse par son père, il est le fils de François Philippe Delanne, docteur en Médecine, originaire d'Estavayer-le-Lac, dans le canton de Fribourg en Suisse, et de Joséphine Marie Massion. Il passe son enfance à Romenay et Mâcon puis est élève à l’École polytechnique de Paris (1862). Le général Delanne a habité notamment Domont (Val d'Oise). Il épouse en 1877, à Paris, Madeleine Louise Marie Levassor (1856-1945), fille de Baptiste Michel Levassor et Madeleine Lydie Leviez.
Il est inhumé au cimetière du Père Lachaise.

### Carrière
Il embrasse la carrière militaire en entrant à l'École polytechnique en novembre 1862 et est sous-lieutenant (1er décembre 1864), élève à l'École d'application de l'artillerie et du génie, lieutenant en 2d au 2e Génie (30 janvier 1867), lieutenant en 1er au 1er Génie (30 décembre 1867), capitaine en 2e à l'état-major du Génie à Mascara (24 décembre 1869), capitaine en 1er à l'EM particulier du Génie à Paris (20 octobre 1875), professeur d'art militaire, de législation et d'administration à l’École de Fontainebleau, chef de bataillon à l’École d'application de l'artillerie et du génie (21 mai 1888), lieutenant-colonel à l'État-major général du ministre de la Guerre (15 avril 1888), officier d'Académie (13 juillet 1889), colonel du génie chef de bureau d'état-major (1896), général de brigade (28 décembre 1897), membre de la commission supérieure des Chemins de fer, membre du comité technique d’état-major, chef d’état-major général de l’armée (1900), commandant supérieur de la défense des places du groupe de Reims et gouverneur de Reims (1905).

### Campagnes
Il fait les campagnes d'Algérie de janvier à octobre 1870 à l'état-major du génie de Mascara, puis celle contre l'Allemagne du 3 novembre 1870 au 7 mars 1871. Avec l'état-major du 17e Corps d'armée il participe aux batailles de Patay, de Josnes et de Nanterre, puis à celle du Mans dans l'état-major de la deuxième Armée de la Loire.

## Distinctions

### Françaises
- 8 mai 1906 : Commandeur de l'Ordre de la Légion d'Honneur
  -  1891 : Officier de l'Ordre de la Légion d'Honneur
  -  1871 : Chevalier de l'Ordre de la Légion d'Honneur

### Étrangères
- 8 décembre 1888 : Officier de l'Ordre de l'Étoile de Roumanie  Roumanie
- 1889 : Officier du Nichan Iftikhar  Tunisie